# Spreewaldkrimi: Eine tödliche Legende
Eine tödliche Legende ist ein deutscher Fernsehfilm von Torsten C. Fischer aus dem Jahr 2012. Der vierte Film aus der Kriminalfilmreihe Spreewaldkrimi hatte am 15. Juni 2012 auf dem Festival des deutschen Films seine Premiere, wurde am 30. September 2012 auf ZDFneo erstausgestrahlt und am darauffolgenden Montag im ZDF als „Fernsehfilm der Woche“ gezeigt.

## Handlung
Kommissar Krüger wird zu zwei Todesfällen gerufen, die sich in Lübbenau ereignet haben. Während ein Toter ertrunken in einem Fließ gefunden wurde und hier zunächst übermäßiger Alkoholgenuss für die Unfallursache gehalten wird, starb ein zweiter Mann im Hotel angeblich an Herzversagen. Untersuchungen bringen allerdings zutage, dass in beiden Fällen Schlangengift die eigentliche Todesursache gewesen war.
Marianne Stein, die Witwe des im Fließ gefundenen Joseph Stein, ist sich sicher, dass ihre Gegner mit dem Tod ihres Mannes zu tun haben. Seit zwanzig Jahren liegen sie im Rechtsstreit mit den Erben des Grundstücks, das die Familie gekauft hatte und auf dem sie seit Jahren wohnen. Sie wurden massiv angefeindet und als Diebe betitelt, weil ihnen der Grund und Boden angeblich nicht rechtmäßig gehören würde.
Greta Althof, die Tochter des im Hotel gestorbenen Thorben Althof, wendet sich an den Kommissar und berichtet ihm, dass ihr Vater vor zwei Jahren erfahren hatte, dass er als kleiner Junge adoptiert wurde und eigentlich aus Lübbenau stammte. Vage Erinnerungen brachten ihn dazu, das Wenige, was ihm zu seiner Vergangenheit einfiel, in einem Buch zu notieren und auch Zeichnungen anzufertigen. Greta Althof will wissen, was ihren Vater hierher zurück und zu dem Schloss von damals getrieben hatte. Da die Hebamme noch lebt, die seinerzeit hier arbeitete, erfährt Greta, dass ihre Großmutter erst vierzehn Jahre alt war, als sie Mutter wurde. Den Namen des Kindsvaters kennt die Hebamme zwar, aber sie verrät ihn Greta nicht.
Kommissar Krüger erfährt, dass das Schloss und die dazugehörige Grafschaft schon zu Nazizeiten enteignet wurden, nach Kriegsende hier ein Behelfskrankenhaus eingerichtet und es von der DDR als Kinderkurheim und Entbindungsstation genutzt wurde. Seit 1990 klagte Robert Krautberg auf Rückgabe seines Landbesitzes. Nach seinem Tod kämpft sein Sohn Ludger weiter um sein Recht. Als Krüger hier nachforscht, findet er heraus, dass der Grundbesitz tatsächlich nicht ganz legal die Besitzer gewechselt hatte, was aber aufgrund des Umbruchs 1989 nicht mehr zu beweisen war. Hermann Stein, der Vater des im Fließ gefundenen Joseph Stein, hatte einen großen Teil des Landbesitzes erworben und seinen beiden Söhnen überschrieben, wobei er seinen Besitz drittelte, weil er einen Teil für seinen verschollenen dritten Sohn aufheben wollte. Dieser dritte Sohn war Thorben Althof, den es zurück nach Lübbenau getrieben hatte, weil er nach seinen familiären Wurzeln suchen wollte. Bevor er seinen Vater finden konnte, wurde er umgebracht.
Mittlerweile lebt Hermann Stein in einem Seniorenheim. Dort betreut ihn der junge Altenpfleger René Müller. Dieser ist schon seit dem Kindesalter psychisch auffällig und verbrachte viel Zeit mit der alten Hebamme, die ihm allerlei sorbische Geschichten und Märchen erzählte. Darunter auch die Legende vom Schlangenkönig, die er sich so sehr verinnerlichte, dass er Hermann Stein und dessen Familiengeschichte mit der des Schlangenkönigs verknüpfte und deshalb die Stein-Söhne aus dem Weg räumte. Vor kurzem hatte er auch Alexander Stein mit Schlangengift getötet.
Für Krüger sind die Morde für einen schizophren veranlagten Menschen zu durchtrieben angelegt und er vermutet, dass Müller von Ludger Krautberg so manipuliert wurde und er ihn für seine Ziele missbraucht hatte. Mit einem Trick kann Krüger Krautberg zu einem unfreiwilligen Geständnis bewegen. Damit das allerdings für eine Verurteilung ausreicht, müssen weitere Ermittlungen erfolgen.

## Hintergrund
Die Dreharbeiten erfolgten unter dem Arbeitstitel Die Rückkehr des Schlangenkönigs in Lübbenau und Burg an Originalschauplätzen. Die Geschichte des Films ist an die der Grafen zu Lynar angelehnt. 1991 hatte die Adelsfamilie das von den Nazis 1944 enteignete Schloss in Lübbenau zurückerhalten und zu einem Hotel ausgebaut.

## Rezeption

### Einschaltquote
Die Erstausstrahlung von Eine tödliche Legende am 30. September 2012 erfolgte bei ZDFneo. Am 1. Oktober 2012 wurde die Folge im ZDF ausgestrahlt und von 5,62 Millionen Zuschauern gesehen. Sie erreichte damit einen Marktanteil von 17,6 Prozent.

### Kritik
Rainer Tittelbach von tittelbach.tv meinte: „‚Eine tödliche Legende‘ überträgt das Krimi-Genre in die Sphären von Mythen, Märchen und Legenden. Die Suche nach dem Mörder wird im vierten ZDF-‚Spreewaldkrimi‘ zu einer Suche nach Geschichten, nach DDR-Realität, nach Biographie, nach archaischem Brauchtum. Ein tiefes Verständnis von Geschichtlichkeit prägt den Film. Bei Autor Kirchner schreibt sich die Vergangenheit umfassend in die Gegenwart ein, verbunden zu einem – auch filmästhetisch – magischen Ganzen. Starke Schauspieler, seltsame Wesen, ein Film aus einem Guss.“
Bei der FAZ urteilte Hubert Spiegel: „Wie am Ende Parapsychologie und Psychopathologie, kindlicher Wahnsinn und nackte Rachsucht ineinandergreifen, wirkt [zwar] überkonstruiert, verliert aber dank Redls schwerblütigem Kommissar nie ganz die Bodenhaftung. Redl demonstriert die Kunst, wie man ein sparsam-mürrisches Mienenspiel leuchten lässt, und die Kamera von Theo Birkens macht aus der urtümlichen Landschaft einen faszinierenden Mitspieler.“
Die Kritiker der Fernsehzeitschrift TV Spielfilm meinten, dieser Krimi „um ganz reale Immobilienmauscheleien aus der Nachwendezeit“ sei eine „Elegant-verschwurbelte Krimiballade.“

## Buchausgabe
Das Drehbuch ist im Frühjahr 2022 als Teil der Gesamtausgabe der Spreewaldkrimi-Drehbücher von Thomas Kirchner als Buch erschienen. Eine Besonderheit ist dabei, dass die gedruckte Version der ursprünglichen Intention des Autors folgt und insofern Abweichungen von der filmischen Umsetzung enthalten kann.